# Jane Krakowski

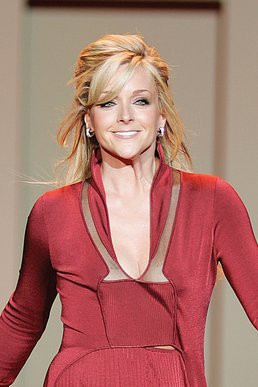
Jane Krakowski (2008)

Jane Krakowski (* 11. Oktober 1968 in Parsippany-Troy Hills, New Jersey als Jane Krajkowski) ist eine US-amerikanische Schauspielerin.

## Leben und Leistungen
Die Familie von Jane Krakowski ist polnischer Abstammung. Krakowski debütierte 1983 als Teenager in einer kleinen Nebenrolle im Fernsehfilm No Big Deal, im selben Jahr trat sie neben Chevy Chase und Beverly D’Angelo in der Komödie Die schrillen Vier auf Achse auf. 1990 spielte sie im Musical-Theaterstück Grand Hotel mit; für diese Rolle wurde sie für den Tony Award nominiert. Im Tanzfilm Dance with Me aus dem Jahr 1998 spielte sie neben Vanessa Lynn Williams und Kris Kristofferson eine größere Rolle.
Bekannt wurde Krakowski als Sekretärin Elaine Vassal in der Fernsehserie Ally McBeal, die von 1997 bis 2002 ausgestrahlt wurde. Für diese Rolle wurde sie 1999 für den Golden Globe und 2001 für den Golden Satellite Award nominiert. Sie gewann 1999 den Screen Actors Guild Award, in den Jahren 1998, 2000 und 2001 wurde sie für den gleichen Preis nominiert. Als Dr. Gretchen Trott spielte sie 2002 und 2003 in der Fernsehserie Everwood eine Psychologin.
2003 trat Krakowski am Broadway neben Antonio Banderas im Musical Nine auf. Für diese Rolle erhielt sie den Tony Award, den Drama Desk Award und den Outer Critic’s Award. Von 2006 bis 2013 spielte sie in der Sitcom 30 Rock mit. Für den Part der wenig erfolgreichen Fernsehdarstellerin Jenna Maroney gewann sie 2008 gemeinsam mit dem Ensemble um Alec Baldwin und Tina Fey den Screen Actors Guild Award und erhielt ein Jahr später eine Emmy-Nominierung. 2016 kehrte sie in dem Musical She loves me an den Broadway zurück. Für ihre Darstellung der Ilona wurde sie erneut für den Tony Award nominiert.
Jane Krakowski war von 2009 bis 2013 mit Robert Godley verlobt. Aus der Beziehung ging ein Sohn (* 2011) hervor.

## Filmografie (Auswahl)
- 1983: No Big Deal (Fernsehfilm)
- 1983: ABC Weekend Specials (Fernsehserie, Folge 6x03 Horatio Alger Updated: Frank and Fearless)
- 1983: Die schrillen Vier auf Achse (National Lampoon’s Vacation)
- 1984–1986: Search for Tomorrow (Fernsehserie, 103 Folgen)
- 1987: Eine verhängnisvolle Affäre (Fatal Attraction)
- 1991: Stepping Out
- 1996: Mrs. Winterbourne
- 1997–2002: Ally McBeal (Fernsehserie, 110 Folgen)
- 1998: Dance with Me
- 1999: Go!
- 2000: Die Flintstones in Viva Rock Vegas (The Flintstones in Viva Rock Vegas)
- 2002–2003: Everwood (Fernsehserie, 2 Folgen)
- 2002: Just a Walk in the Park (Fernsehfilm)
- 2003: Marci X
- 2003: Zachary Beaver – Mein dickster Freund (When Zachary Beaver Came to Town)
- 2004: Eine Weihnachtsgeschichte nach Charles Dickens – Musical (A Christmas Carol, Fernsehfilm)
- 2004: Alfie
- 2004: Taste (Fernsehfilm)
- 2005: Mom at Sixteen (Fernsehfilm)
- 2006: High School Confidential (Pretty Persuasion)
- 2006–2013: 30 Rock (Fernsehserie, 127 Folgen)
- 2008: Kit Kittredge: An American Girl
- 2008: The Rocker – Voll der (S)Hit (The Rocker)
- 2008: Die Muppets – Briefe an den Weihnachtsmann (A Muppets Christmas: Letters to Santa, Fernsehfilm)
- 2014: Adult Beginners – Erwachsenwerden für Anfänger (Adult Beginners)
- 2014: Big Stone Gap
- 2014–2018: Modern Family (Fernsehserie, 3 Folgen)
- 2015: Pixels
- 2015–2019: Unbreakable Kimmy Schmidt (Fernsehserie, 38 Folgen)
- 2015: Younger (Fernsehserie, Folge 1x06 Shedonism)
- 2016: Big Stone Gap
- 2016: She Loves Me (Fernsehfilm)
- 2019: AJ and the Queen (Fernsehserie, Folge 1x09 Fort Worth)
- 2019–2021: Dickinson (Fernsehserie, 30 Folgen)
- 2020: Familie Willoughby (The Willoughbys, Stimme)
- 2021–2023: Schmigadoon! (Fernsehserie, 10 Folgen)
- 2021: My Little Pony: A New Generation (Stimme)
- 2023: Weihnachten bei mir oder bei dir? 2 (Your Christmas or Mine 2)
- 2024: Elsbeth (Fernsehserie, Folge 1x02 A Classic New York Character)